# Rejestr (muzyka)
Rejestr – w muzyce termin ten występuje w różnych znaczeniach:
1. odcinek skali instrumentu muzycznego o określonej barwie. Zazwyczaj wyróżnia się pięć rejestrów: najwyższy, wysoki, średni i niski. Różnice te są najlepiej słyszalne w instrumentach dętych drewnianych. W instrumentach smyczkowych podział na rejestry wynika z różnicy wysokości dźwięków oraz z różnic w brzmieniu poszczególnych strun. Można mówić np. o melodii w wysokim rejestrze.
2. w odniesieniu do organów piszczałkowych – głos organowy – grupa piszczałek o podobnej budowie i barwie, obejmująca też dany fragment skali.
3. w głosie ludzkim – rejestr głosowy – zakres dźwięków o określonej barwie i wysokości. Wyróżnia się następujące rejestry: piersiowy (niższy, ciemny), głowowy (wyższy, jasny), średni (mieszany) i rzadko występujące falset (u mężczyzn) i rejestr gwizdkowy (u kobiet i dzieci).
4. w niektórych instrumentach muzycznych – rejestr mechaniczny – zmiana naturalnego brzmienia za pomocą urządzeń technicznych, np. una corda, podnośnik tłumików i moderator w fortepianach, żaluzje w organach, rejestr lutniowy w klawesynach.